# Будённовский проспект
Будённовский проспе́кт  — один из центральных проспектов города Ростова-на-Дону; пересекает Большую Садовую улицу, проходит параллельно переулкам Островского (с запада) и Соборному (с востока). Начинается с юга от Береговой улицы (напротив причала № 26) и заканчивается на севере пересечением с улицей Нансена (Рабочий городок). У пересечения Будённовского проспекта с улицей Мечникова образована Комсомольская площадь.
Ранее назывался: Таганрогская дорога (XVIII век), Таганрогская улица (XIX век), Таганрогский проспект (XX век).

## История
До 1923 года именовался Таганрогским проспектом.
В 1923 году проспект назван в честь Семёна Михайловича Будённого — советского военачальника, государственного и партийного деятеля.
В Гражданскую войну Будённый являлся одним из командиров Первой Конной армии, использовавшей в боевых действиях тачанки. На доме № 32, находящемся на пересечении с Большой Садовой улицей, установлен барельеф, посвящённый тачанке.
На пересечении проспекта с Пушкинской улицей (по центру аллеи) установлен памятник-бюст С. М. Будённому.

## Транспорт
Будённовский проспект — одна из главных транспортных артерий Ростова-на-Дону, здесь проходит несколько автобусных, два троллейбусных и два трамвайных маршрута. По центру проспекта от улицы Станиславского до улицы Максима Горького проложены трамвайные пути.
Является одной из основных связующих набережной реки Дон с центром и другими районами города. 
На всём протяжении от Береговой улицы до улицы Нансена проспект имеет шесть полос движения (по три в каждом направлении). На пересечениях с Московской и Большой Садовой улицами для пешеходов обустроены подземные переходы. Для автоматического регулирования движения транспорта и пешеходов на Будённовском проспекте установлено 13 светофоров.

## География
Номера домов увеличиваются с юга на север.
На проспекте находятся:
- Доходный дом Рецкера и Хосудовского, Будённовский 10 (снесён). Здание было простроено в 1916 году по проекту Л. Ф. Эберга. Разрушено во время Великой Отечественной войны. В 1957 году на этом месте построили четырёхэтажное здание общежития мореходного училища им. Г. Я. Седова. В настоящее время здание занимает мореходное училище «Экипаж № 1»[2].
- здание бывшей Высшей партийной школы, Будённовский 20;
- Контора мельницы И. А. Супрунова, здание на Будённовском проспекте, 33;
- бывший Палас-Отель, Будённовский 43/53;
- Ростовский государственный цирк, Будённовский 45;
- Доходный дом Чирикова, Будённовский 46;
- Доходный дом Хахладжева, Буденновский, 22/46;
- здание Ростовского филиала «ОАО Ростелеком», Будённовский 50;
- гостиница «Ростов», Будённовский 59; построена рядом с местом, где стояла Скорбященская церковь.
- консульство Южной Кореи, Будённовский 60, 7 этаж;
- торговое представительство Венгрии, Будённовский 60, 11 этаж.

На пересечении с Большой Садовой улицей находятся ЦУМ и «Вкусно и точка».
- Таганрогский проспект на дореволюционных открытках

- Фотогалерея
- Доходный дом Машонкиной
- Доходный дом Чирикова
- Остановка транспорта на пересечении Буденновского проспекта и Большой Садовой
- Барельеф тачанки на д. 32
- Дом офицеров
- Таможенная академия
- Зерноуборочный комбайн "Нива" - фрагмент мозаичного панно в подземном переходе на пересечении с улицей Станиславского (у Центрального рынка)
- Ворошиловский мост со старой эмблемой Ростова - на - Дону - фрагмент мозаичного панно в подземном переходе на пересечении с улицей Московской (у Центрального рынка)
- План-схема с указанием улиц (указано старое название улицы Большая Садовая) - фрагмент мозаичного панно в подземном переходе на пересечении с улицей Московской (у Центрального рынка)
- Гостиница Ростов
- Ростовский цирк